# Togylet (Örkeneds socken, Skåne, 625274-141329)
Togylet är en sjö i Osby kommun i Skåne och ingår i Skräbeåns huvudavrinningsområde.